# Nainana Jat
Nainana Jat é uma vila no distrito de Agra, no estado indiano de Uttar Pradesh.

## Demografia
Segundo o censo de 2001, Nainana Jat tinha uma população de 9650 habitantes. Os indivíduos do sexo masculino constituem 54% da população e os do sexo feminino 46%. Nainana Jat tem uma taxa de literacia de 38%, inferior à média nacional de 59.5%: a literacia no sexo masculino é de 47% e no sexo feminino é de 26%. Em Nainana Jat, 23% da população está abaixo dos 6 anos de idade.